# Exempt (Militär)
Exempt (französisch), Esente (italienisch), von lateinisch exemptus: frei, ausgenommen (von bestimmten Pflichten), bezeichnete seit dem späten 16. Jahrhundert die ranghöchsten Unteroffiziere eines Regiments, vor allem bei der Garde-Kavallerie, seltener bei der Garde-Infanterie (nie aber bei der Artillerie). Der Exempt tat auf Kompanieebene Dienst als Offiziersstellvertreter und nahm spätestens seit dem 17. Jahrhundert eine Zwitterstellung zwischen Unteroffizier und Offizier ein. Als Dienstgrad hält er sich bis in die jüngste Gegenwart, etwa bei den englischen Yeomen of the Guard unter der Bezeichnung Exon.
In der deutschen Literatur des 19. und frühen 20. Jahrhunderts wurde der Dienstgrad oft fälschlich mit Gefreiter übersetzt; in der Zwitterstellung zwischen Unteroffizier und Offizier besser vergleichbar waren indes der Offiziersstellvertreter oder der Feldwebelleutnant.

## Geschichte
Als militärischer Rang erstmals erwähnt wurde Exempt im Jahr 1578 in einer Ordonnanz des französischen Königs Heinrich III. Diese bestimmte, dass die jeweils vier ältesten Mannschaften bzw. Schützen (archers) einer Ordonnanzkompanie (Bandes d'ordonnance oder Compagnie d'ordonnance) vom Tragen der Hellebarde und des mantelartigen Kasacks (hoqueton) befreit waren; die Regelung wurde 1598 u. a. auf die Gardes du Corps ausgedehnt. Je nach Truppenteil und Epoche waren zwischen vier und zwölf, fallweise sogar mehr Exempten je Kompanie etatisiert.
Nach französischem Vorbild fanden sich Exempts bald in zahlreichen europäischen Gardeformationen, so auch in Bayern bei der Leibgarde der Hartschiere.

## Aufgaben
Anfangs waren Exempten oft die einzigen Unteroffiziere ihrer Truppenteile und damit direkte Vorgesetzte der Mannschaften. Ihre Aufgaben glichen damit zunächst jenen der Sergeanten oder Korporale anderer Korps. Mit Entstehung einer festgefügten Unteroffiziershierarchie im 17. und frühen 18. Jahrhundert rückten sie an die Spitze des Unteroffizierskorps. Von den Dienstverpflichtungen der übrigen Unteroffiziere, wie Exerzierausbildung oder Quartiersaufsicht, waren Exempten seitdem befreit. Stattdessen taten sie meist Dienst als Offizier der Wache, wie etwa der „Exempt vom Dienst“ (Esente di servizio) der Päpstlichen Nobelgarde.
In Abwesenheit der Offiziere führten Exempten oft auch die allgemeinen Dienstgeschäfte ihrer Einheit, was speziell bei Gardeeinheiten die Regel war.
Als Angehörige von Garde- oder Polizeieinheiten konnten sie auch mit der Verhaftung und Bewachung hochrangiger (Staats)Gefangener betraut werden, wie z. B. bei der französischen Maréchaussée.

## Rangverhältnis
Die Exempten standen an der Spitze der Unteroffiziershierarchie, genossen aber diverse Privilegien der Offiziere, wie das Führen des Kommandostabs als Dienstabzeichen (canne, seit dem 18. Jahrhundert häufig einem Spazierstock ähnelnd; im Unterschied zum kürzeren und gröberen baton bzw. Korporalsstock der übrigen Unteroffiziere). Bei der Kavallerie übernahmen sie teilweise die Aufgaben eines Wachtmeisters, bei der Infanterie jene eines Kompaniefeldwebels bzw. Sergeanten, standen im Rang jedoch über ihnen. Sie genossen ein höheres Sozialprestige als jene, bezogen meist einen höheren Sold und waren darum äußerst selten gleichzeitig mit ihnen etaisiert (Ausnahme heute: die Yeomen of the Guard). Den Exempten nachgeordnet waren weiterhin die niederen Unteroffiziere, etwa die Brigadiere (Kavallerie) oder Korporale (Infanterie).
Das komplizierte Rangverhältnis der Exempten verdeutlicht das umständliche Vorgehen anlässlich der Abschaffung des Exempten-Rangs bei der französischen Maréchaussée, im Jahr 1778: Eine Anzahl länger dienender Exempten wurde in den wieder eingeführten Dienstgrad Unterleutnant (sous-lieutenant) übernommen und zählte damit nun eindeutig zu den Offizieren. Die übrigen wurden in den Unteroffiziersdienstgrad Wachtmeister (maréchal des logis) herabgestuft oder mussten, so sie denn ablehnten, den Dienst quittieren.
In Adelsgarden, deren einfache Mitglieder bereits Offiziersrang besaßen (nämlich als Fähnrich bzw. Kornett „von der Armee“), hatten Exempten zusätzlich meist den Rang eines Hauptmanns bzw. Rittmeisters der Armee inne, in der Päpstlichen Nobelgarde den eines Obersts. In bürgerlichen Truppen- oder Polizeieinheiten rangierten Exempten oft als Armee-Leutnants, wie in der französischen Maréchaussée der Fall.